# Nathaniel Lindley, Baron Lindley

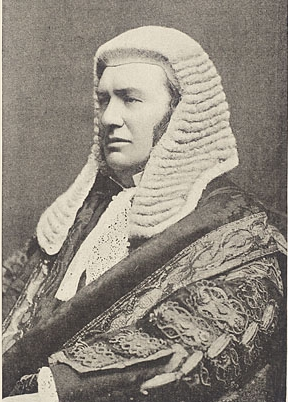
Nathaniel Lindley (1893)

Nathaniel Lindley, Baron Lindley Kt PC QC (* 29. November 1828 in Acton Green; † 13. Dezember 1921) war ein britischer Jurist, der zwischen 1897 und 1900 das Amt des Master of the Rolls bekleidete sowie zuletzt als Lord of Appeal in Ordinary aufgrund des Appellate Jurisdiction Act 1876 als Life Peer auch Mitglied des House of Lords war.

## Leben

### Rechtsanwalt und Richter
Lindley, Sohn des bekannten Botanikers John Lindley (1799–1865), absolvierte nach dem Besuch der University College School in Hampstead ein Studium der Rechtswissenschaften am University College London und erhielt 1850 seine anwaltliche Zulassung bei der Rechtsanwaltskammer (Inns of Court) von Middle Temple. Anschließend nahm er eine Tätigkeit als Barrister auf und wurde für seine anwaltlichen Verdienste 1872 zum Kronanwalt (Queen’s Counsel) ernannt sowie 1874 sogenannter „Bencher“ der Anwaltskammer von Middle Temple.
Nachdem er 1875 für kurze Zeit sowohl Serjeant-at-Law als auch Richter für allgemeine Klagen war, wurde er ebenfalls 1875 als Richter an den neugegründeten und für England und Wales zuständigen High Court of Justice berufen, wo er zunächst in der Kammer für allgemeine Klagen (Common Pleas Division) sowie anschließend von 1880 bis 1881 Richter in der Kammer für Zivilsachen (Queen’s Bench Division) war. Zugleich wurde er 1875 zum Knight Bachelor geschlagen und führte seither den Namenszusatz „Sir“.

### Master of the Rolls, Lordrichter und Oberhausmitglied
Nach Beendigung dieser Richtertätigkeit erfolgte 1881 seine Berufung zum Richter (Lord Justice of Appeal) am Court of Appeal, dem für England und Wales zuständigen Appellationsgericht, an dem er bis 1897 tätig war. Daneben wurde er 1881 auch zum Privy Councillor ernannt. 1897 übernahm er von William Brett, 1. Viscount Esher das einflussreiche Amt des Master of the Rolls und war damit bis zu seiner Ablösung durch Richard Webster, 1. Viscount Alverstone Präsident der Kammer für Zivilsachen an diesem obersten Appellationsgericht.
Zuletzt wurde Lindley durch ein Letters Patent vom 10. Mai 1900 aufgrund des Appellate Jurisdiction Act 1876 als Life Peer mit dem Titel Baron Lindley, of East Carleton in the County of Norfolk, zum Mitglied des House of Lords in den Adelsstand berufen und wirkte bis 1905 als Lordrichter (Lord of Appeal in Ordinary). 1903 wurde er zum Mitglied (Fellow) der British Academy gewählt.

### Bedeutende Urteile als Lordrichter
Während seiner Amtszeit als Lordrichter wirkte er bei wichtigen Entscheidungen mit wie zum Beispiel:
- Taff Vale Railway Co v Amalgamated Society of Railway Servants (1901): In diesem Verfahren aus dem Arbeitsrecht kam es zu der Grundsatzentscheidung nach dem Common Law, dass Gewerkschaften im Falle eines Streiks für den entgangenen Gewinn schadensersatzpflichtig sind. Das Verfahren trug mit zur Gründung der Labour Party bei, während das Urteil durch das Trade Disputes Act 1906 revidiert wurde.
- Quinn v Leathem (1901): In diesem Verfahren aus dem Tort Law ging es um wirtschaftliche Schäden aufgrund unerlaubter Handlungen sowie Verletzungen durch Verschwörungen im damaligen Arbeitsrecht.
- Bannatyne v Overtoun (1904): In diesem Verfahren ging es um einen langwierigen Rechtsstreit zwischen der United Free Church of Scotland (eine Vereinigung aus der Mehrheit der Free Church of Scotland mit der United Presbyterian Church of Scotland) und der Minderheit der bisherigen Free Church of Scotland. Diese in Schottland spöttisch Wee Frees („Die kleine/winzige Freikirche“) genannte Richtung erlangte durch das Verfahren weit über Schottland hinaus Beachtung, als es ihr auf diesem Rechtswege gelang, zur Rechtsnachfolgerin der „alten“ Free Church bestimmt zu werden und somit deren gesamtes Vermögen sowie sämtliche Liegenschaften zugesprochen zu bekommen. Der Konflikt wurde schließlich durch das britische Parlament gelöst, welches den umstrittenen Besitz aufteilte und dabei der neuen Free Church über ihre Bedeutung hinaus Anteile aus diesem zusprach.
- Colls v Home and Colonial Stores (1904): In diesem Verfahren aus dem Tort Law ging es um das sogenannt „Recht auf Licht“ (Right to Light), eine Dienstbarkeit, die dem langjährigen Eigentümer eines Gebäudes mit Fenstern ein Recht auf den Bestand der natürlichen Beleuchtung seines Gebäudes mit Tageslicht. Diese Rechte wurden in der Regel aufgrund des Prescription Act 1832 erworben.

### Nachkommen
Aus seiner 1858 geschlossenen Ehe mit Sarah Katherine Teale gingen insgesamt neun Kinder hervor, die zum Teil ebenfalls bedeutende Funktionen einnahmen.
Sein ältester Sohn John Edward Lindley (1860–1925) war Brigadegeneral und zu Beginn des Ersten Weltkrieges von 1914 bis 1915 Kommandeur (Commanding Officer) der Walisischen Division der Territorialstreitkräfte. Der zweite Sohn Walter Harry Lindley war ebenfalls Barrister und Richter und der dritte Sohn Lennox Hannay Lindley Arzt sowie zeitweise Hofarzt des Schahs von Persien, während der fünfte und jüngste Sohn Sir Francis Oswald Lindley (1872–1949) Diplomat war und als Botschafter in Österreich (1920 bis 1921), Griechenland (1922 bis 1923), Norwegen (1929 bis 1931), Portugal (1929 bis 1930) sowie Japan (1931 bis 1934) diente.
Ferner war seine zweitälteste Tochter mit dem Politiker William Cameron Gull verheiratet, der zwischen 1900 und 1905 Abgeordneter des House of Commons war und dort den Wahlkreis Barnstaple vertrat.

## Veröffentlichungen
- An Introduction to the Study of Jurisprudence, 1855
- A treatise on the law of partnership, 1860
- A treatise on the law of companies, 1889
- A treatise on the law of companies, considered as a branch of the law of partnership, 1902
- A supplement to Lord Lindley's Treatise on the law of partnership, 1909